# Улица Дмитриевского
У́лица Дмитрие́вского — улица в Восточном административном округе города Москвы на территории района Косино-Ухтомский.

## Происхождение названия
Названа в 2005 году в память о Герое Советского Союза, командире танковой роты, старшем лейтенанте Б. Н. Дмитриевском. Название было присвоено новой улице к 60-летию Победы в Великой Отечественной войне.
В 1968—1994 годах улицей Дмитриевского назывался 1-й Зачатьевский переулок в центре Москвы.

## Описание
Улица проходит между Салтыковской и Лухмановской. Нумерация домов начинается от Салтыковской улицы.